# Rotkelchige Nachtkerze
Die Rotkelchige Nachtkerze (Oenothera glazioviana, Synonyme: Oenothera erythrosepala Borbás, Oenothera lamarckiana auct. und andere) ist eine neu in Europa entstandene Art der Gattung Nachtkerzen (Oenothera) in der Familie der Nachtkerzengewächse (Onagraceae), die vermutlich eine Hybride zwischen Oenothera elata subsp. hookeri und der Gemeinen Nachtkerze (Oenothera biennis) ist.

## Beschreibung
Die Rotkelchige Nachtkerze ist eine zweijährige (oder mehrjährige) krautige Pflanze, die Wuchshöhen von 0,8 bis 1,80 m erreicht. Der Stängel und die Blütenstiele sind drüsig und behaart, wobei viele Haare eine papillenförmig emporgehobene, dunkelrote Basis haben. Hierdurch sind Stängel und Blütenstiele rot getupft. Der Stängel ist im oberen Teil allerdings manchmal durchgehend rötlich überlaufen, so dass man diese Tupfen nicht mehr sieht.
Unter den Nachtkerzen fällt die Rotkelchige Nachtkerze vor allem durch die Größe ihrer Blüten auf. Die zwittrigen Blüten haben einen Durchmesser von 3,5 cm bis 6 cm. Die drüsigen Kelchzipfel sind deutlich rötlich überlaufen bis rotgestreift und bis 4,5 cm lang. Die Blütenbecherröhre wird 3,5 cm bis 5 cm lang. Die gelben bis orangen Kronblätter sind bis 5 cm groß. Der unterständige Fruchtknoten ist behaart und drüsig.
Es werden bis 3,5 cm große, längliche Kapselfrüchte gebildet.
Die Chromosomenzahl beträgt 2n = 14.

## Vorkommen
Die Rotkelchige Nachtkerze ist in Mitteleuropa in Kultur entstanden und, aufgrund ihrer großen Blüten, vielfach in Gärten angepflanzt. Von dort aus ist sie verwildert und mit zumeist unbeständigen Vorkommen in Deutschland verbreitet.
Sie wächst an stickstoffreichen, offenen Stellen wie z. B. an Straßenrändern, Ruderalstellen oder frischen Brachflächen. Im pflanzensoziologischen System gilt die Rotkelchige Nachtkerze als Charakterart des Dauco-Melilotion (Verband der Möhren-Steinklee-Gesellschaften).

## Genetik
Die Rotkelchige Nachtkerze ist ein Beispiel für eine Pflanze, die stets heterozygot auftritt. Und zwar erkannte Otto Renner im Jahr 1924 zwei Komplexe im Genom der Pflanze, die er gaudens und velans nannte. Der gaudens-Komplex bewirkt die Ausbildung grüner Kelchblätter, breiter Blätter und roter Flecken auf den grundständigen Blättern, der velans-Komplex die von rot gestreiften Kelchblättern, schmaleren Blättern und rein grünen grundständigen Blättern. Tritt einer dieser beiden sogenannten Renner-Komplexe homozygot auf, führt dies zum Absterben. Deshalb enthält jede lebende Pflanze in ihrem Genom sowohl den gaudens wie auch den velans-Komplex. Die Merkmale dieser Komplexe können erst nach Kreuzung mit anderen Nachtkerzen-Arten ausgebildet werden.
Anhand einer Mutante mit kurzem Griffel, der brevistylis-Mutante, entdeckte Hugo de Vries die Mendel’schen Regeln neu. Außerdem begründete er aufgrund von anderen Mutanten, die in seinen Kulturen auftraten, die Mutationstheorie und entdeckte die Polyploidisierung.

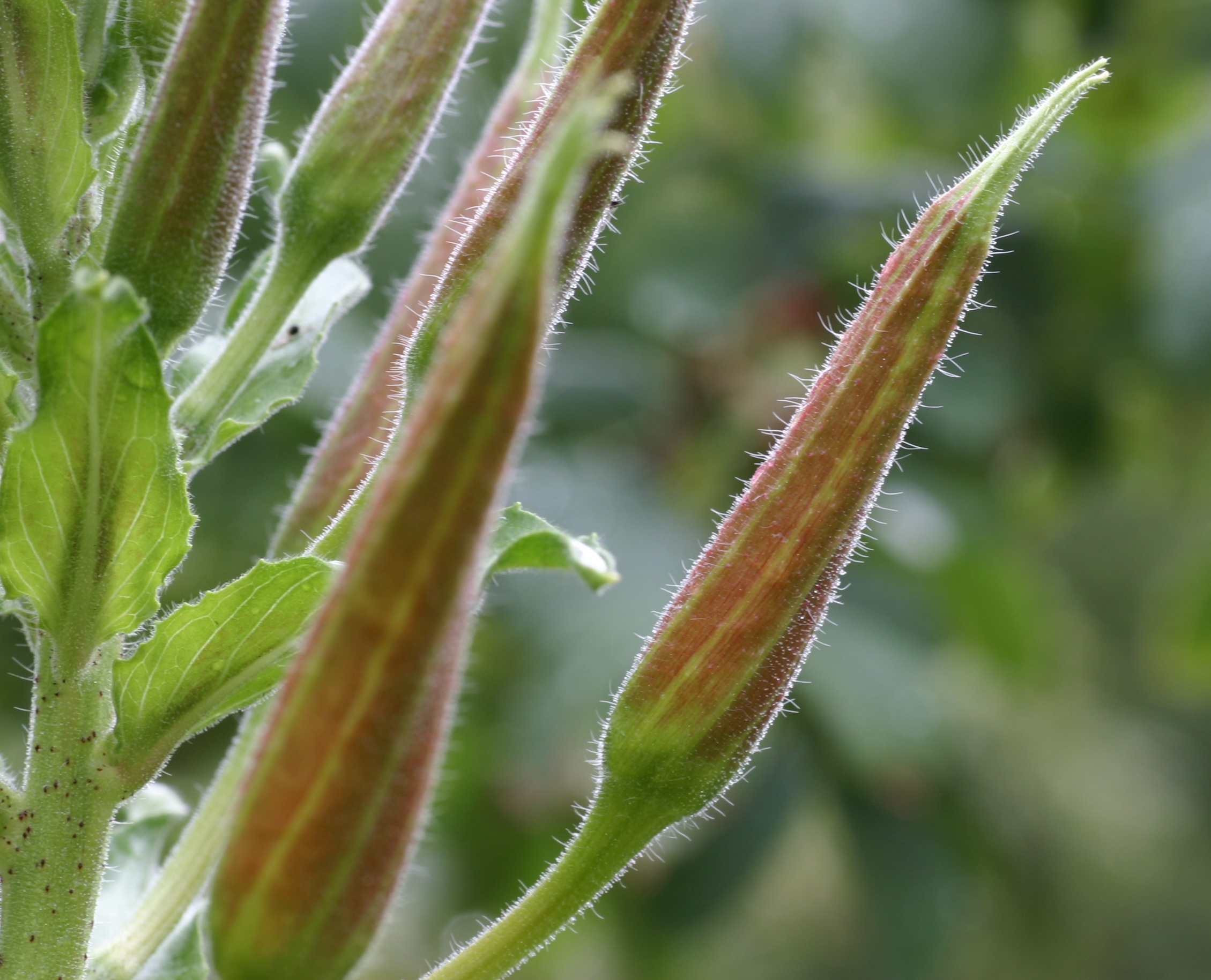
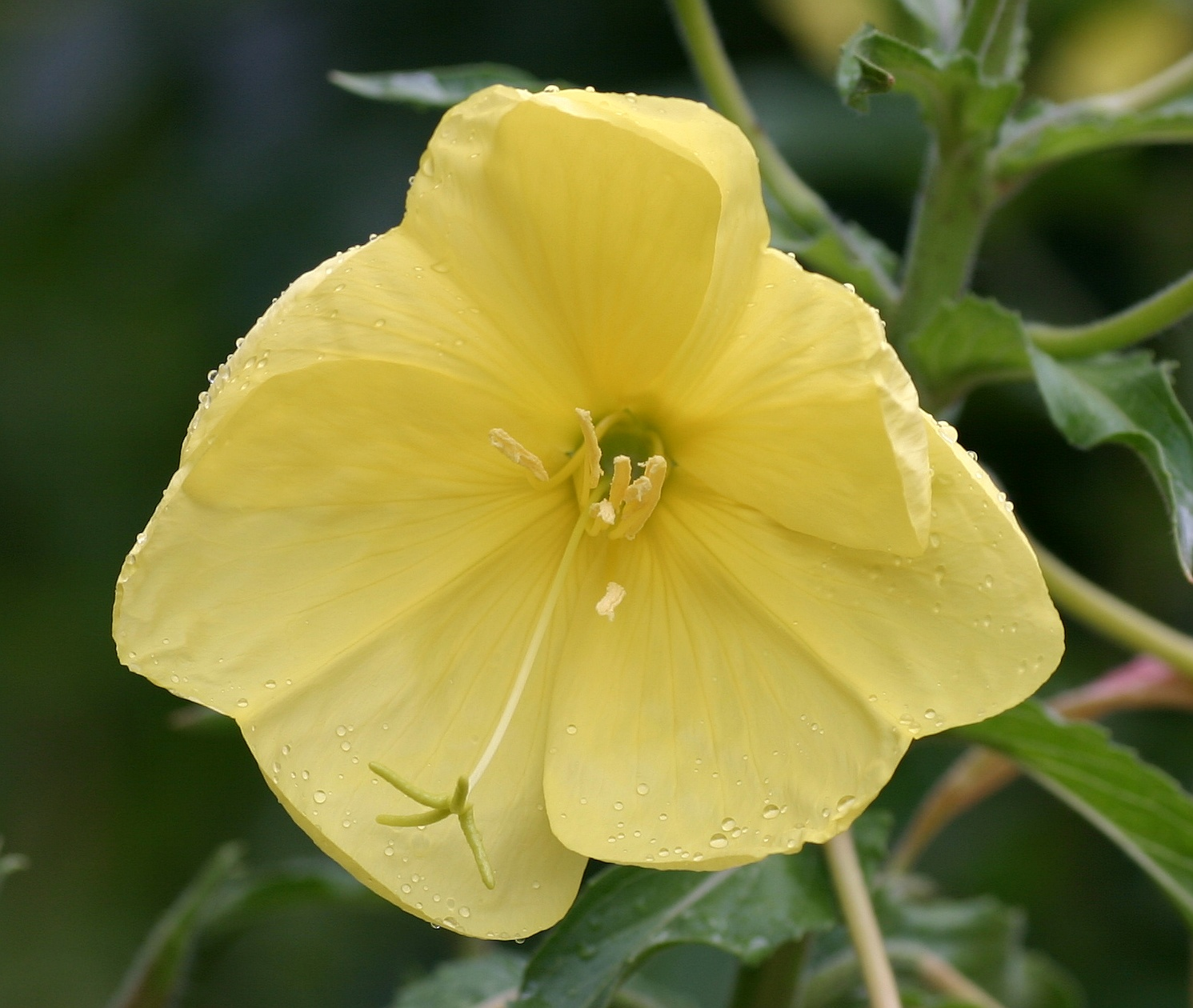
Geöffnete Blüte gegen Abend
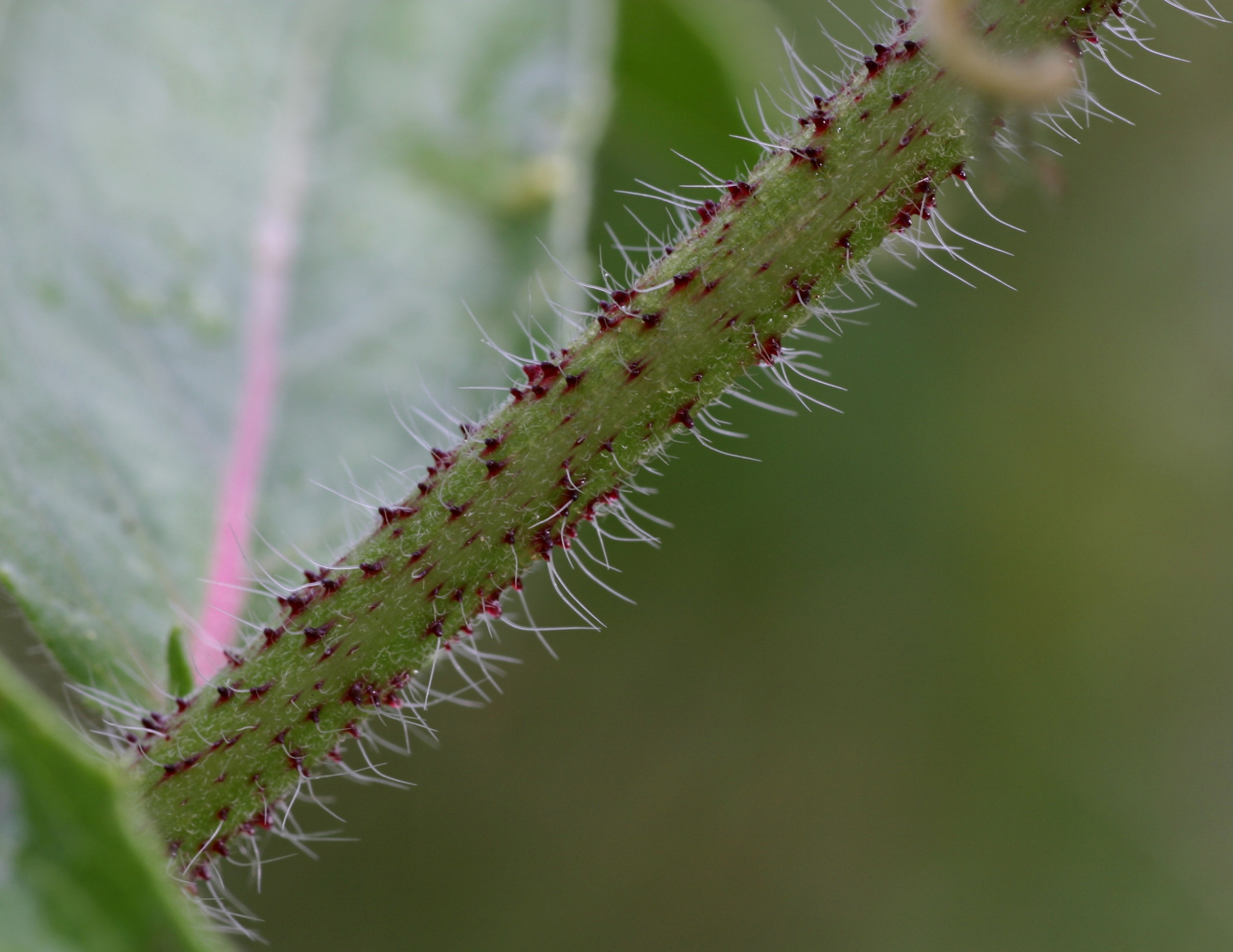
Haare mit papillenförmiger emporgehobener, dunkelroter Basis
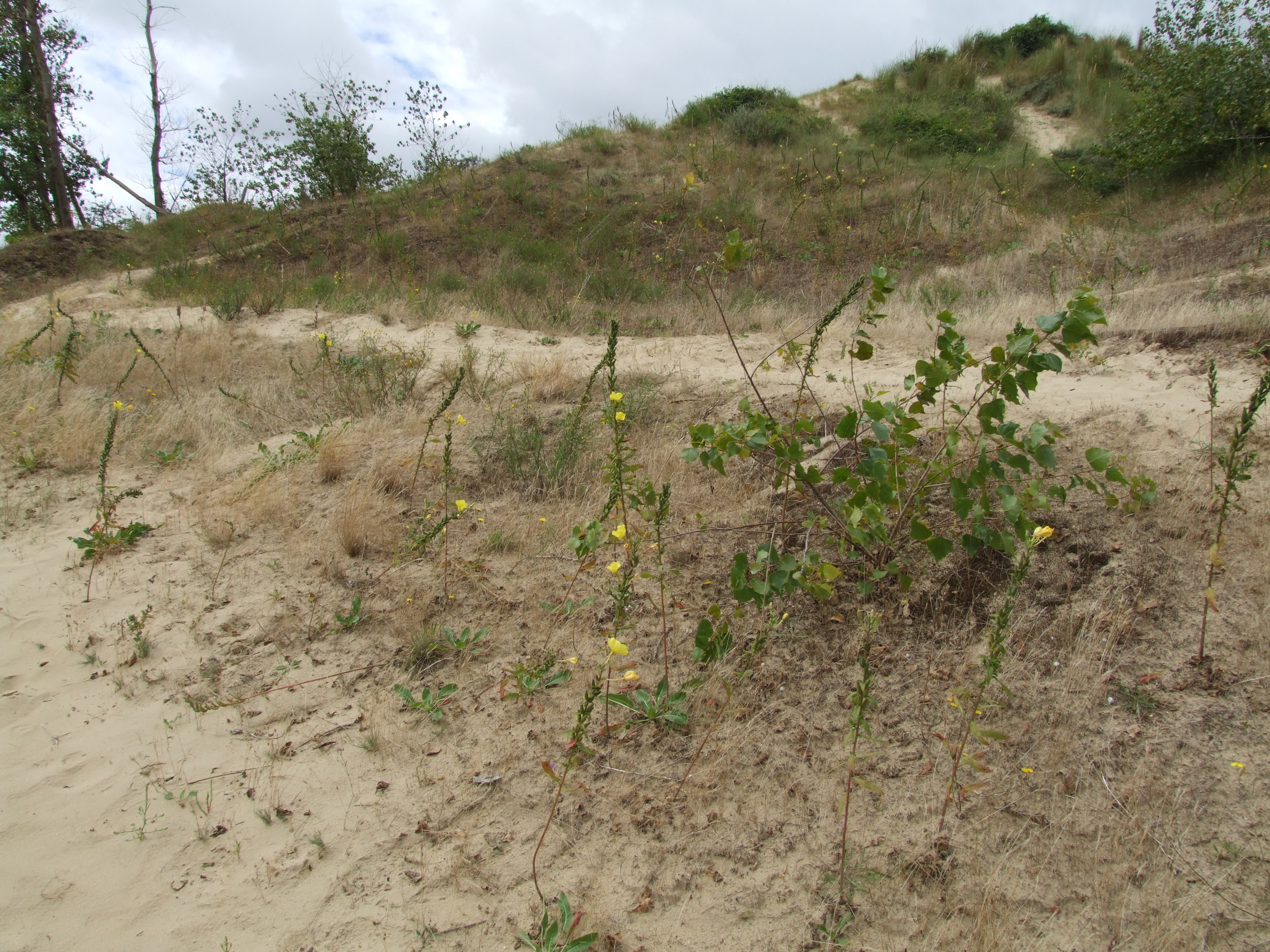
Bestand im Dünengürtel Dune du Perroquet an der Nordsee